# Сауэрбранн, Бекки
Ребекка Элизабет (Бекки) Сауэрбранн (англ. Rebecca Elizabeth "Becky" Sauerbrunn; род. 6 июня 1985, Сент-Луис, Миссури) — американская футболистка, выступающая за клуб «Портленд Торнс» Национальной женской футбольной лиги. С 2021 года Сауэрбранн является капитаном женской сборной США по футболу. Ранее она была капитаном футбольного клуба «Юта Роялс», а с 2016 по 2018 годы делила капитанскую повязку сборной с Карли Ллойд.
Сауэрбранн играла в университетской лиге за клуб «Вирджиния Кавальерс» с 2003 по 2007 годы. В профессиональном футболе Бекки выступала за «Юта Ройалз», «Канзас Сити», «Вашингтон Фридом», «Рёа», «Мэджикджек» и «Ди-Си Юнайтед». Выступая за «Канзас Сити», Сауэрбранн выиграла два чемпионата национальной женской футбольной лиги.
Сауэрбранн выиграла золото в составе национальной сборной на летних Олимпийских играх в Лондоне в 2012 году, чемпионатах мира 2015 и 2019 годов. Она также выступала на чемпионате мира 2011 года, где США заняли второе место.

## Ранние годы
Бекки родилась в семье Джейн и Скотта Сауэрбраннов в Сент-Луисе. У неё есть двое старших братьев Грант и Адам, который помогли ей сделать первый шаг в спорте и поддерживали её.
Сауэрбранн играла в футбольном клубе «Марин» с 12 лет. Она помогла команде выиграть Кубок штата Миссури четыре раза, а также чемпионат среди команд центрального Запада в 2000 году.
Сауэрбранн посещала среднюю школу Лэдью, где она в течение четырёх лет показывала успехи в футболе, волейболе и баскетболе. Она стала капитаном футбольной команды, играя на позиции полузащитника. В последнем сезоне она забила 21 гол и сделала 19 результативных передач. Бекки была названа игроком года в Миссури по версии Gatorade в 2003 году, а также завоевала ряд других личных наград.

### Виргинский Университет, 2003—2007
Сауэрбранн училась в Виргинском Университете и выступала за местную команду «Вирджиния Кавальерс» с 2003 по 2007 годы.
В свой первый сезон в 2003 году Сауэрбранн отыграла за «Кавальерс» все матчи, проведя на поле 1970 минут и сделав две голевые передачи. Её первая результативная передача в карьере пришлась на матч против «Уэйк Форест» 11 октября. В первом раунде женского футбольного турнира студенческой лиги 2003 года «Вирджиния» встретилась с «Уильям и Мэри» 14 ноября и выиграла по пенальти. Во втором раунде 16 ноября «Вирджиния» проиграла «Вилланове» также по пенальти. По итогам 2003 года Сауэрбранн получила ряд наград и была признана первокурсником года 2003 года.
Сауэрбранн пропустила весь сезон 2004 года из-за игры за национальную сборную на чемпионате мира среди женщин до 20 лет в Таиланде.
В сезоне 2005 года Сауэрбранн играла за «Кавальерс» во всех матчах. Первый гол в карьере она забила в составе «Кавальерс» 16 сентября в матче против «Сен-Бонавентура». «Вирджиния» выиграла выигрывать матч со счётом 7:1. За 2289 минут игры она забила один гол и отдала две передачи. В первом раунде плей-офф 2005 года «Вирджиния» играла с «Либерти» 11 ноября и победила со счётом 4:0, а в следующем раунде победила «Теннесси» 3:0. В третьем раунде команда победила «Фуллертон» со счётом 2:1 и вышла в четвертьфинал, где проиграла команде университета Калифорнии 25 ноября. По завершении сезона 2005 года Сауэрбранн получила ряд индивидуальных наград и была включена в символичную команду лиги.
В сезоне 2006 года Сауэрбранн вновь сыграла за «Кавальерс» во всех матчах. Она помогла «Вирджинии» пройти в третий раунд, где 17 ноября команда проиграла университету A&M. По завершении сезона 2006 года Сауэрбранн вошла в ряд символических сборных и получила личные призы.
В сезоне 2007 года Сауэрбранн играла за «Кавальерс» во всех играх, проведя на поле 2322 минуты и забив один гол. Бекки также отличилась тремя результативными передачами. В плей-офф 2007 года Сауэрбранн помогла «Вирджинии» пройти в третий раунд, где 23 ноября они снова проиграли университету в Лос-Анджелесе, на этот раз в овертайме. По завершении сезона 2007 года Сауэрбранн вошла в состав символических сборных, были признана спортсменом года NSCAA и игроком года ACC.

## Клубная карьера

### «Бостон Ринигейдз», 2005
Сауэрбранн играла за клуб "Бостон Ринигейдз в 2005 году. Клуб выступал в W-лиге, в которой часто играли выпускники университетов из-за того, что лига была открытая и матчи игрались летом. Она впервые выступила за команду 20 мая 2005 года против «Лонг-Айленд Райдерс».

### «Ричмонд Кикерс Дестини», 2006—2007
Сауэрбранн играла за «Ричмонд Кикерс Дестини» в W-лиге в сезонах 2006 и 2007 годов. За два сезона в команде Сауэрбранн провела 24 матча, сыграв 2137 минут. Хотя в основном она была защитником, она также забила три гола.

### «Вашингтон Фридом», 2008—2009
Сауэрбранн играла за «Вашингтон Фридом» в W-лиге в сезоне 2008 года.
«Вашингтон Фридом» присоединился к недавно сформированной женской профессиональной футбольной лиге в 2009 году. 6 октября 2008 года Сауэрбранн была выбран под третьим номером в первом раунде драфта 2008. Бекки дебютировала за клуб 29 марта 2009 года в матче против «Лос-Анджелес Соль». Она играла с первых минут во всех 20 матчах «Фридом» в регулярном сезоне и в одном матче плей-офф. Сауэрбранн забила один гол в сезоне на 54-й минуте матча против «Чикаго Ред Старз» 11 апреля.

### «Рёа», 2009
После сезона 2009 года, Сауэрбранн перешла из «Вашингтон Фридом» в норвежский клуб «Рёа». Она дебютировала за команду 26 сентября 2009 года в матче против «Каттем», отыграв 90 минут и забив гол на 13-й минуте. Она провела пять матчей за команду «Рёа», а после ничьей 0:0 со «Стабеком» 31 октября клуб стал чемпионом высшей женской лиги Норвегии. Сауэрбранн сыграла в женской Лиги чемпионов УЕФА против ливерпульского «Эвертона» и пермской «Звезды-2005» и помогла своему клубу выйти в четвертьфинал.

### «Вашингтон Фридом», 2010
Сауэрбранн вернулась в Вашингтон в 2010 году и сыграла во всех 24 играх регулярного чемпионата за «Фридом». По итогам регулярного сезона клуб занял четвёртое место в лиге и вышел в плей-офф, где 19 сентября против «Филадельфия Индепенденс» проиграл в дополнительное время со счётом 0:1.

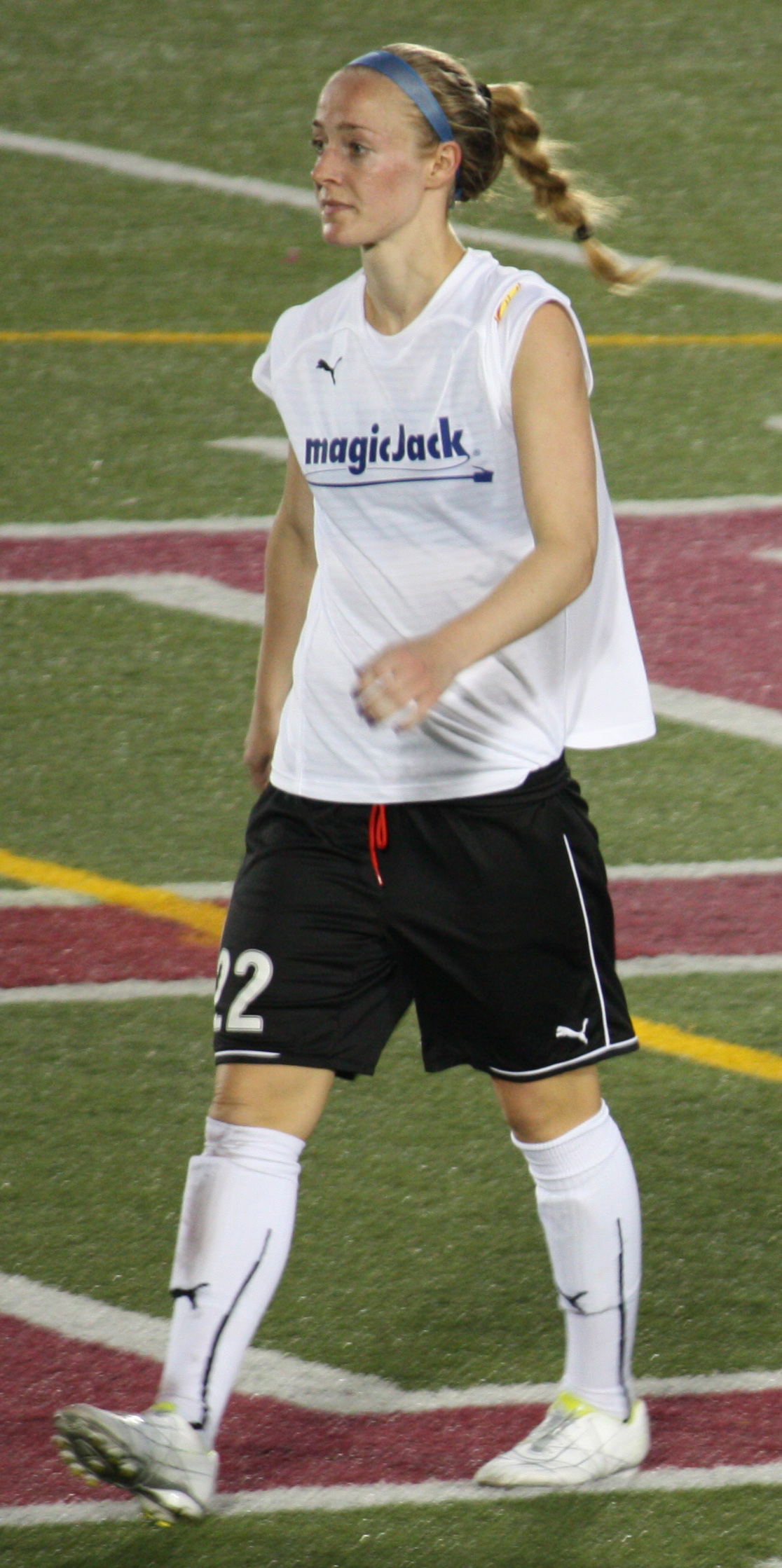
Сауэрбранн в составе «Мэджикджек» против «Бостон Брейкерс» 6 августа 2011

### «Мэджикджек», 2011
2 декабря 2010 года Дэн Борислоу купил «Вашингтон Фридом», сменив название на «Мэджикджек», а клуб переехал в Бока-Ратон. Сауэрбранн впервые сыграла за обновлённый клуб 23 апреля 2011 года против «Бостон Брейкерс», её клуб выиграл со счётом 1:0. Всего в регулярном чемпионате она сыграла 13 матчей, «Мэджикджек» занял в регулярном чемпионате третье место. 17 августа в плей-офф клуб победил «Бостон Брейкерс» со счётом 3:1, а в полуфинале проиграли «Филадельфии Индепенденс» 0:2. Сауэрбранн играла с первых минут в обоих матчах.
25 октября 2011 года Совет Лиги расформировал клуб, обвинив Борислоу в нарушениях, начиная от «непрофессионального и беспристрастного обращения с игроками до неоплаты счетов». Все игроки стали свободными агентами 9 ноября 2011 года.

### «Скай Блю», 2012
Сауэрбранн подписала контракт с клубом «Скай Блю» на сезон 2012 года. Однако 30 января 2012 года Совет Лиги остановил сезон 2012 года из-за судов с Борислоу. В результате Лига прекратила своё существование в мае 2012 года.

### «Ди Си Юнайтед», 2012
В марте 2012 года Сауэрбранн подписала контракт с «Ди Си Юнайтед». Она помогла команде занять первое место в Восточной конференции, но в плей-офф не играла из-за участия на летних Олимпийских играх 2012 года в Лондоне.

### «Канзас Сити», 2013—2017
В ноябре 2012 года была создана новая футбольная лига. 11 января 2013 года Сауэрбранн присоединилась к «Канзас Сити».
В сезоне 2013 года Сауэрбранн разделяла капитанскую повязку с Лорен Холидей. Бекки дебютировала за клуб в матче против «Портленд Торнс» 14 апреля 2013 года. Она сыграла за команду 19 матчей в регулярном чемпионате, а её клуб финишировал на втором месте. 24 августа Сауэрбранн сыграла все 120 минут полуфинального матча против «Портленд Торнс» в плей-офф, который «Канзас» проиграл в дополнительное время. Сауэрбранн была удостоена награды «Защитник года» в сезоне 2013. Она также была вошла в состав символической сборной Лиги.
В сезоне 2014 года Сауэрбранн сыграла в 22 матчах, проведя на поле 1935 минут, и забила один гол. Она забила первый гол в своей карьере в новой лиги 30 июля в ворота «Вашингтон Спирит». Она помогла «Канзас Сити» финишировать на втором месте в регулярном чемпионате после «Сиэтл Рейн»/ 23 августа «Канзас-Сити» в полуфинале встретился с «Портленд-Торнз» и победил со счётом 2:0, а Сауэрбранн провела на поле все 90 минут. В финале «Канзас Сити» победил «Сиэтл Рейн», а Сауэрбранн была удостоена награды «Защитник года» в сезоне 2014 и вошла в символическую сборную, составленную из лучших игроков 2014 года в Лиге.
Сауэрбранн сыграла 11 матчей за «Канзас Сити» в сезоне 2015 года, пропустив девять игр регулярного сезона из-за игры на чемпионате мира по футболу 2015. Она помогла «Канзас Сити» занять третье место в лиге и выйти в плей-офф, где в полуфинале также сыграла весь матч против «Чикаго Ред Старз» 13 сентября, в котором её клуб победил со счётом 3:0. Затем Сауэрбранн помогла «Канзас Сити» победить «Сиэтл Рейн» 1 октября в финальном матче, и в третий раз стала защитником года. Она стала первой, кому покорилось такое достижение. Помимо этого, она вновь вошла в символическую сборную.

### «Юта Ройалз», 2018—2019
После того, как «Канзас Сити» прекратил существование, Сауэрбранн подписала контракт с «Юта Ройалз». Она становилась игроком марта, апреля, мая и июня в клубе и вновь по итогам года вошла в символическую сборную.

### «Портленд Торнс», 2020-н.в.
В марте 2020 года Сауэрбранн была продана в клуб «Портленд Торнс».

## Международная карьера

### Молодежные сборные
В 1999 году Сауэрбранн приняла участие в тренировочном лагере национальной сборной США для девочек до 14 лет.

#### Сборная до 16 лет
Сауэрбранн играла за сборную США до 16 лет с 2000 по 2002 годы. В 2001 году Бекки участвовала в Фестивале любительского футбола США с 29 июля по 5 августа. Сауэрбранн сыграла в матче против более возрастной команды Востока 30 июля, который закончился ничьей 0:0, и матче против команды Запада 1 августа, который закончился победой 5:1. 3 августа Сауэрбранн играла в матче против сборной Мексики до 18 лет. Она также сыграла в последнем матче Фестиваля против USASA 5 августа, который закончился вничью 2:2. В марте 2002 года Сауэрбранн участвовала в трёх матчах в Брадентоне, а затем была включена в состав сборной на игры в Хьюстоне в июле и августе.

#### Сборная до 19 лет
В 2003 году Сауэрбранн присоединилась к сборной до 19 лет. В феврале она дебютировала в матчах против сборной Мексики. Во время десятидневного в Центре олимпийской подготовки в апреле играла против «Сан Диего Спирит». Сауэрбранн участвовала в Кубке USYS с 24 мая по 1 июня. Она сыграла в первом матче турнира против Канады 27 мая, который американки выиграли со счётом 6:1. После этого она отправилась в Европу и приняла участие в трёх играх 2, 5 и 9 июля.
Сауэрбранн попала в заявку из 18 игроков на матчи против женской сборной Мексики 18 и 20 февраля 2004.
Сауэрбранн приняла участие с 6 по 10 апреля в женском международном турнире. Бекки сыграла в первом матче турнира против Голландии 6 апреля и помогла Соединённым Штатам выиграть со счётом 2:0. 8 апреля Сауэрбранн играла с первых минут в проигранном матче против Японии и в последней игре против Китая 10 апреля. Матч был выигран со счётом 4:0, и США заняли итоговое второе место.
28 апреля Сауэрбранн попала в заявку сборной на квалификационный турнире КОНКАКАФ, который состоится в Оттаве и Монреале. Сауэрбранн с первых минут играла в стартовом матче команды против Доминиканской Республики 28 мая, который американки выиграли со счётом 14:0/ Затем она играла против Тринидада и Тобаго 30 мая, а игра завершилась со счётом 11:1. В третьей игре против Коста-Рики, который закончился ничьей 0:0, Сауэрбранн также приняла участие. В полуфинальном матче против Мексики 4 июня Сауэрбранн помогла обеспечить женской сборной Соединённых Штатов до 19 лет место в чемпионате мира 2004 после того, как США победили со счётом 6:0. Сауэрбранн стартовала в финале против Канады 6 июня, в котором американки уступили в дополнительное время.
Сауэрбранн не играла за университетскую команду «Вирджиния Кавальерс» в сезоне 2004 года, готовясь к чемпионату мира со сборной.
12 октября Сауэрбранн была включена в заявку из 21 игрока на чемпионат мира среди женщин до 19 лет в Таиланде. Бекки отыграла во всех матчах этого турнира.
В первом групповом матче против Южной Кореи 11 ноября Сауэрбранн помогла Соединённым Штатам одержать победу со счётом 3:0. 14 ноября она стартовала в матче против сборной России. В этой игре американки пропустили гол, но США победили со счётом 4:1. В последнем групповом матче 18 ноября США победили Испанию со счётом 1:0. Соединённые Штаты стали единственной командой, выигравшей все три матча группы. В четвертьфинале Сауэрбранн помогла США пройти в следующий раунд после победы со счётом 2:0 над Австралией. США вышли в полуфинал, где 24 ноября играли против Германии. Немцы одержали победу и выбили США из борьбы за титул. Соединённые Штаты встретились с Бразилией в матче за третье место, где Сауэрбранн отыграла все 90 минут. США выиграли со счётом 3:0 и заняли третье место. ФИФА впоследствии включила Сауэрбранн в сборную всех звёзд турнира.

#### Сборные до 21 до 23 лет
После чемпионата мира по футболу 2004 года Сауэрбранн стала играть за сборную США до 21 года. Она провела сборы с 26 марта по 3 апреля в рамках подготовки к Кубку северных стран 2005 года, но не была включена в состав на июльский Кубок Северных стран 2005 года.
В 2006 году Сауэрбранн тренировалась со сборной до 21 год с 19 по 24 марта на «Хоум Депот Центр» в рамках подготовки к Кубку северных стран 2006 года, но не попала в состав.
Сауэрбранн ездила в Германию со сборной до 21 года с 18 по 27 мая 2007 года и провела три матча против «Гютерсло», «Эссен-Шенебека» и «07 Бад-Нойенара». Затем она тренировалась в начале июня в Портленде в рамках подготовки к Кубку северных стран 2007 года. По окончании тренировочного сбора Сауэрбранн была включена в заявку из 18 игроков на Кубок Северных стран 2007 года, который прошёл в конце июля в Васса. Сауэрбранн вышла на 89-й минуте матча открытия против Норвегии, завершившимся со счётом 1:0 в пользу США. Она также появилась на последних минутах матча 22 июля и помогла Соединённым Штатам победить Швецию и выйти в чемпионский матч. В финале американки встретились с Германией, Сауэрбранн заменила Али Кригер на 79-й минуте, а США выиграли и завоевали Кубок северных стран.
В 2008 году сборная до 21 года была переформирована в сборную до 23 лет после того, как на Кубке северных стран был изменён формат соревнований — отныне в нём участвовали сборные до 23 лет. Сауэрбранн присоединилась к национальной сборной до 23 лет на турнире Ла-Манга в Испании. Соединённые Штаты заняли второе место в турнире после ничьей 1:1 с Германией в последнем матче. Затем Сауэрбранн приняла участие в матчах против сборной Англии до 23 лет. Первый матч состоялся 12 марта и завершился со счётом 1:0 в пользу США, а во втором американки забили два безответных мяча. Сауэрбранн сыграла в обоих матчах с первых минут.
Сауэрбранн тренировалась со сборной до 23 лет с 5 по 12 июня в рамках подготовки к Кубку северных стран 2008 года. Впоследствии Бекки была включён в состав сборной. Соединённые Штаты выиграли чемпионат Северных стран после победы над Германией 21 июля.

### Взрослая сборная США

#### Дебют
Сауэрбранн впервые вызвали в женскую сборную США на шестидневные тренировочные сборы с 3 по 8 января 2008 года. После этого она была включена в заявку на Турнир четырёх наций в Китае, где сыграла свой первый матч против Канады 16 января. После этого она продолжала играть в сборной до 23 лет.

#### Возвращение в сборную, 2010
В конце сентября 2010 года Сауэрбранн вернулась во взрослую сборную на замену Джоанны Ломан, которая выбыла из-за травмы лодыжки. Сразу после 20-дневного тренировочного сбора Сауэрбранн была включена в состав сборной на квалификационный турнир чемпионата мира 2010 года, который проходил с 28 октября по 8 ноября. К тому моменту она сыграла всего две игры и была самым неопытным игроком. Она заменила Эми ЛеПейлбет на 56-й минуте матча против Гватемалы 30 октября. Соединённые Штаты заняли третье место на турнире и сражались в двухматчевом поединке против Италии за последнюю путёвку на чемпионат мира. Сауэрбранн была в предварительной заявке на эти игры.

#### Чемпионат мира 2011
Сауэрбранн начала 2011 год с шестидневных сборов в Карсоне с 8 по 13 января. Она вошла в заявку из 23 игроков на Турнир четырёх наций 2011 года, который проходил в Китае. Сауэрбранн сыграла 23 января в матче против Канады с первых минут и помогла америкнкам победить со счётом 2:1. Она также сыграла в матче против Китая 25 января, а США победили в игре, обеспечив победу в турнире.
Сауэрбранн присоединилась к национальной сборной на тренировочном сборе во Флориде с 3 по 9 февраля в рамках подготовки к Кубку Алгарве 2011 года и вошла в заявку на этот турнир. Сауэрбранн вышла на поле во второй половине матча против Норвегии 4 марта, а также в матче против Финляндии 7 марта. В последней игре против Исландии она играла с первых минут, а США выиграли игру и весь Кубок Алгарве 2011 года со счётом 4:2.
С 18 апреля по 6 мая Сауэрбранн присоединилась к национальной сборной на трёхнедельный сбор во Флориде. 9 мая, после тренировочного сбора, она вошла в заявку из 21 игрока на чемпионат мира 2011 года. Сауэрбранн тренировалась со сборной в июне в течение восьми дней в Австрии перед отъездом в Германию на чемпионат. Сауэрбранн впервые вышла на поле в полуфинале против Франции 13 июля, заменив дисквалифицированную Рэйчел Бюлер. Соединённые Штаты выиграли матч со счётом 3:1 и вышли в финал, где проиграли Японии.

#### Летние Олимпийские игры 2012 года

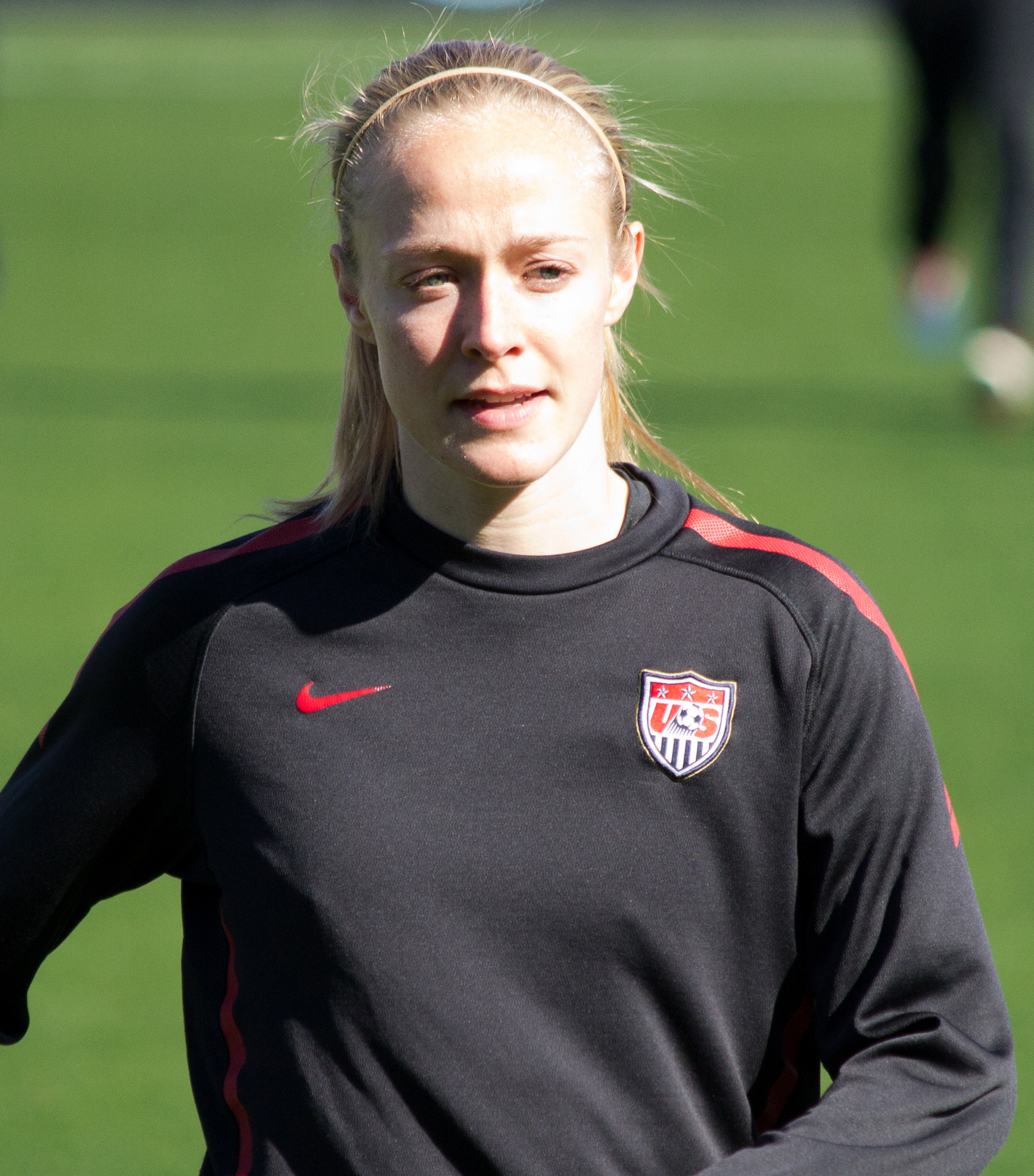
Сауэрбранн со сборной США перед товарищеским матчем против Новой Зеландии во Фриско в феврале 2012 года

Сауэрбранн тренировалась с национальной сборной с 7 по 15 января, а сразу после сбора была включена в заявку из 20 игроков на отборочный турнир КОНКАКАФ к Олимпийским играм 2012 с 10 по 29 января в Ванкувере. Она стартовала в двух последних групповых матчах против Гватемалы и Мексики. Она также играла с первых минут в финальном матче против Канады 29 января, а США выиграли 4:0. Заняв первое место, американки получили путёвку на летние Олимпийские игры 2012 года.
После олимпийского квалификационного турнира КОНКАКАФ 2012 года Сауэрбранн участвовала в сборах, в рамках которых был проведён матч против Новой Зеландии 11 февраля. 17 февраля Сауэрбранна в состав сборной на Кубок Алгарве 2012 года, сыграв одну игру против Норвегии 2 марта.
Сауэрбранн отправилась в Японию с национальной командой на женский Кубок Вызова Кирин в начале апреля. Она не сыграла в первом матче команды против Японии 1 апреля, но во второй игре против Бразилии 3 апреля вышла на поле во второй тайме. США победили со счётом 3:0. После турнира Сауэрбранн тренировалась с национальной сборной во Флориде с 18 по 30 апреля, а затем поехала в Принстон для подготовки к матчу с Китаем 27 мая. Она была включена в заявку на этот матч, выйдя на поле на 62-й минуте. США победили со счётом 4:1.
27 мая Сауэрбранн вошла в состав сборной США на летние Олимпийских играх 2012 года в Лондоне. Сборная отправилась в Швецию на Кубок Volvo, который состоял из матчей против Швеции 16 июня и Японии 18 июня. Сауэрбранн сыграла в обоих матчах, выходя на поле во втором тайме.
Сауэрбранн дебютировала на Олимпийских играх 31 июля 2012 года в групповом матче против сборной КНДР, заменил Рэйчел Бюлер на 75-й минуте. Она также вышла на поле в последние десять минут полуфинального матча против Канады 6 августа, в котором была одержана победа со счётом 4:3 в овертайме. Сауэрбранн вышла на 80-й минуте финала против Японии 9 августа, в котором американки победили со счётом 2:1 и выиграли золото. В трёх матчах на турнире Сауэрбранн сыграла в общей сложности 38 минут.

#### 2013—2014
В 2013 году Сауэрбранн играла на позиции центрального защитника. В течение 2013 года она сыграла в десяти матчах с первых минут, проведя на поле в общей сложности 940 минут.
В январе 2013 года Сауэрбранн была вызвана на тренировочный сбор перед матчами против Шотландии. 21 февраля Сауэрбранн была включена в заявку на Кубок Алгарве 2013 года в Португалии, который проходил с 6 по 13 марта. Хотя она не появилась в первом матче команды против Исландии 6 марта, Сауэрбранн была капитаном 8 марта в матче против Китая. Она также стартовала в матче против Швеции 11 марта и вышла на 68-й минуте финального матча, чтобы помочь Соединённым Штатам выиграть титул.
После Кубка Алгарве 2013 года Сауэрбранн отправилась в Европу со сборной на матчи против Германии и Нидерландов в начале апреля. Она появилась во время матча против Нидерландов 9 апреля, в которой США выиграли 3:1. В конце мая Сауэрбранн была включена в заявку из 21 игрока на матч против Канады 2 июня, в котором в итоге не играла.
В 2014 году Сауэрбранн провела 22 матча, выйдя с первых минут в двадцати, и сыграла в общей сложности 1757 минут. Сауэрбранн сыграла провела 50-й матч в игре против Канады 31 января во Фриско. Она стала 46-м игроком в истории женской сборной США, кто сыграл 50 матчей за сборную.
24 февраля Сауэрбранн вошла в состав сборной США на Кубок Алгарве 2014 года, который проходил с 5 по 12 марта. Бекки была капитаном 5 марта против Японии, эта игра завершилась вничью 1:1. Она также играла с первых минут против Швеции 7 марта, в котором США проиграли и завершили серию из 43 игр без поражений. Сауэрбранн вышла на 62-й минуте матча против Дании 10 марта, который завершился со счётом 5:3. Сауэрбранн также сыграла с первых минут в матче против КНДР.
Сауэрбранн в апреле сыграла в двух матчах против Китая, причём во второй игре была капитаном. В конце апреля Сауэрбранн была включён в заявку на матч против Канады 8 мая. Она отыграла все 90 минут, а матч закончился со счётом 1: 1. Затем она была заявлена на две игры против Франции 14 и 19 июня, в которых играла с первых минут, а также приняла участие в матче против Швейцарии с первых минут и была заменена на Джули Джонстон.. Соединённые Штаты выиграли со счётом 4:1.
Сауэрбранн присоединилась к национальной сборной на тренировочный сбор в конце август перед матчами против Мексики в сентябре и отборочным турниру КОНКАКАФ в октябре. Она сыграла в обеих играх против Мексики и впоследствии была включена в квалификационный турнир на чемпионат мира по футболу 2015 года. Сауэрбранн сыграла в стартовом матче против Тринидада и Тобаго 15 октября, в котором США выиграли 1:0, появилась во втором групповом матче против Гватемалы 17 октября, в котором американки забили пять безответных голов. В третий раз она появилась в финале против Коста-Рики 26 октября и помогла США выиграть турнир и получить путёвку на чемпионат мира 2015.
После квалификационного турнира КОНКАКАФ Сауэрбранн была включена в заявку на Международный турнир в Бразилии, проходивший с 10 по 21 декабря. Бекки сыграла с первых минут во всех четырёх играх турнира. Она была признана лучшим игроком матча в игре против Китая, завершившимся вничью 1:1. В финале против сборной Бразилии Сауэрбранн пробила головой по воротам после подачи с углового Меган Рапино, но мяч отразила вратарь сборной Бразилии Лусиана. Игра завершилась вничью 0:0 и титул чемпиона достался Бразилии, набравшей больше очков на групповом этапе.

#### Чемпионат мира 2015

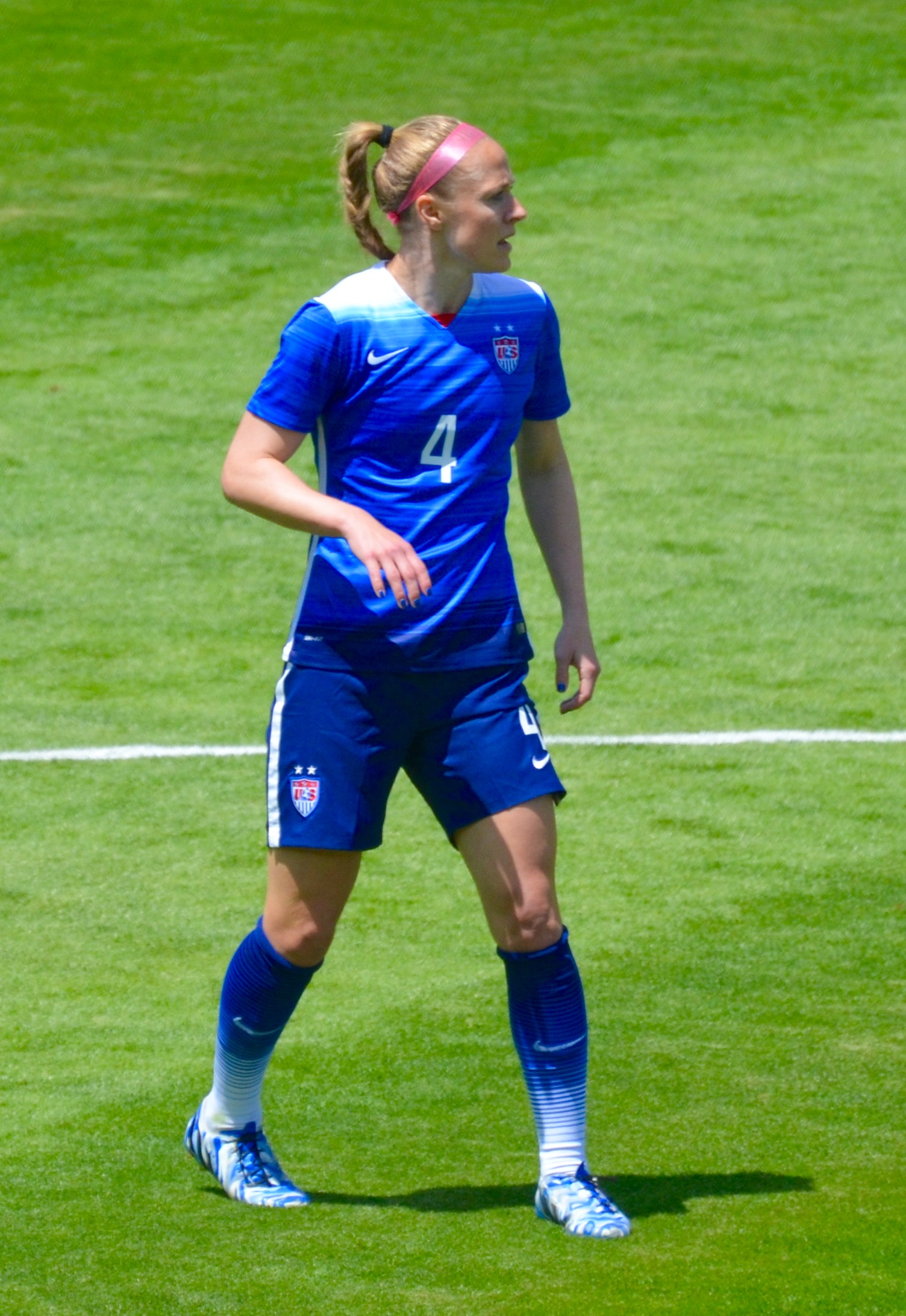
Сауэрбранн в 2015 году

Сауэрбранн единственная сыграла с первых минут во всех 25 матчах сборной США, проведя на поле 2184 минуты.
Сауэрбранн была на сборах с 5 по 25 января в Карсоне, а затем была включена в сборную и отправилась в Европу на матчи против Франции и Англии в середине февраля. Сауэрбранн отыграла все 90 минут матча против Франции 8 февраля и остановила на последних минутах матча опасную атаку, став в итоге лучшим игроком матча. Она также сыграла все 90 минут в матче против Англии 13 февраля, в которой США одержали победу.
21 февраля Сауэрбранн была включена в состав сборной на Кубок Алгарве 2015 года в Португалии. Она с первых минут играла во всех четырёх матча и стала лучшим игроком матча против Исландии 9 марта, завершившимся со счётом 0:0. Затем она была заявлена на матч против Новой Зеландии в Сент-Луисе, в котором начала с первых минут и помогла Соединённым Штатам победить Новую Зеландию со счётом 4:0.
14 апреля 2015 года Сауэрбранн вошла в заявку из 23 игроков, которые будут представлять Соединённые Штаты на чемпионате мира 2015. Она играла во всех семи матчах США во время чемпионата мира. Сауэрбранн стала чемпионкой после победы США 5 июля в финале над Японией со счётом 5:2. Сауэрбранн присоединилась к национальной команде в Победном туре, который начался в Питтсбурге 16 августа и завершился в Новом Орлеане 16 декабря.

#### Летние Олимпийские игры 2016
9 января 2016 года Сауэрбранн вместе с Карли Ллойд стала капитаном сборной.
Сауэрбранн присоединилась к национальной сборной на тренировочные сборы в Карсоне с 5 по 21 января. Затем она была включена в заявку из 20 игроков для участия в квалификационном отборочном турнире КОНКАКАФ на Олимпийские игры 2016 года. Соединённые Штаты квалифицировались на Олимпийские игры 2016 года в Рио-де-Жанейро после полуфинальной победы 19 февраля над Тринидадом и Тобаго. 21 февраля Сауэрбранн сыграла 100-й матч за сборную США в финальном матче против Канады. Во время матча она также сделала свою третью в карьере голевую передачу. Соединённые Штаты выиграли турнир после победы над Канадой 2:0. По итогам турнира Сауэрбранн была включена в символическую сборную квалификационного турнира КОНКАКАФ.
Сауэрбранн была включён в состав сборной на турнир SheBelieves Cup 2016, который проходил с 3 по 9 марта. Она стартовала в матче открытия турнира 3 марта против сборной Англии. Сауэрбранн заблокировала удар на 59-й минуте. Она также участвовала в двух других матчах турнира, в США в итоге выиграли турнир после победы над Германией со счётом 2:1.
Сауэрбранн в рамках сборов сыграла два матча против Колумбии в начале апреля и затем была заявлена на игры против Японии в начале июня, в которых сыграла с первых минут.
12 июля 2016 года Сауэрбранн была включена в сборную США на Олимпийские игры 2016 года в Рио-де-Жанейро. Она сыграла в первом матче США против Новой Зеландии и в итоге стала лучшим игроком матча. Она также появилась во втором групповом матче против Франции, в котором американки победили и обеспечили себе первое место в группе. Сауэрбранн сыграла все 90 минут последнего группового матча против Колумбии 9 августа, который закончился вничью 2:2. В четвертьфинале Сауэрбранн начала с первых минут против Швеции 12 августа. Игра завершилась в основное время со счётом 1:1, а дополнительное время не помогло выявить победителя. В серии пенальти Соединённые Штаты потерпели поражение от Швеции и выбыли из турнира.

#### Чемпионат мира по футболу 2019
В мае 2019 года Сауэрбранн вошла в окончательную заявку из 23 игроков на чемпионат мира. Сауэрбранн участвовала в 6 из 7 матчей за сборную США, пропустив только первый матч против Таиланда. Соединённые Штаты обыграли Нидерланды со счётом 2:0 в финале, выиграв второй титул подряд.

## Личная жизнь
Сауэрбранн состоит в отношениях с Зола Шорт.

## Матчи за сборную

### Чемпионаты мира и Олимпийские игры
| Матч                | Дата            | Место         | Соперник       | Выход                      | Результат    | Стадия         |
| ------------------- | --------------- | ------------- | -------------- | -------------------------- | ------------ | -------------- |
| Чемпионат мира 2011 |                 |               |                |                            |              |                |
| 1                   | 13 июля 2011    | Мёнхенгладбах | Франция        | С первых минут             | 3:1          | Полуфинал      |
| Олимпиада-2012      |                 |               |                |                            |              |                |
| 2                   | 31 июля 2012    | Манчестер     | КНДР           | на 75 минуте вместо Бюлер  | 1:0          | Групповой этап |
| 3                   | 6 августа 2012  | Манчестер     | Канада         | на 110 минуте вместо Бюлер | 4:3          | Полуфинал      |
| 4                   | 9 августа 2012  | Лондон        | Япония         | на 80 минуте вместо Бюлер  | 2:1          | Финал          |
| Чемпионат мира 2015 |                 |               |                |                            |              |                |
| 5                   | 8 июня 2015     | Виннипег      | Австралия      | С первых минут             | 3:1          | Групповой этап |
| 6                   | 12 июня 2015    | Виннипег      | Швеция         | С первых минут             | 0:0          | Групповой этап |
| 7                   | 16 июня 2015    | Ванкувер      | Нигерия        | С первых минут             | 1:0          | Групповой этап |
| 8                   | 22 июня 2015    | Эдмонтон      | Колумбия       | С первых минут             | 2:0          | 1/8 финала     |
| 9                   | 26 июня 2015    | Оттава        | Китай          | С первых минут             | 1:0          | Четвертьфинал  |
| 10                  | 30 июня 2015    | Монреаль      | Германия       | С первых минут             | 2:0          | Полуфинал      |
| 11                  | 5 июля 2015     | Ванкувер      | Япония         | С первых минут             | 5:2          | Финал          |
| Олимпиада-2016      |                 |               |                |                            |              |                |
| 12                  | 3 августа 2016  | Белу-Оризонти | Новая Зеландия | С первых минут             | 2:0          | Групповой этап |
| 13                  | 6 августа 2016  | Белу-Оризонти | Франция        | С первых минут             | 1:0          | Групповой этап |
| 14                  | 9 августа 2016  | Манаус        | Колумбия       | С первых минут             | 2:2          | Групповой этап |
| 15                  | 12 августа 2016 | Бразилиа      | Швеция         | С первых минут             | 1:1 (п. 3:4) | Четвертьфинал  |
| Чемпионат мира 2019 |                 |               |                |                            |              |                |
| 16                  | 16 июня 2019    | Париж         | Чили           | С первых минут             | 3:0          | Групповой этап |
| 17                  | 20 июня 2019    | Гавр          | Швеция         | С первых минут             | 2:0          | Групповой этап |
| 18                  | 24 июня 2019    | Реймс         | Испания        | С первых минут             | 2:1          | 1/8 финала     |
| 19                  | 28 июня 2019    | Париж         | Франция        | С первых минут             | 2:1          | Четвертьфинал  |
| 20                  | 2 июля 2019     | Десин-Шарпьё  | Англия         | С первых минут             | 2:1          | Полуфинал      |
| 21                  | 7 июля 2019     | Десин-Шарпьё  | Нидерланды     | С первых минут             | 2:0          | Финал          |

## В культуре
Сауэрбранн и другие футболистки сборной США были представлены в FIFA 16. Впервые в игру были включены женщины-игроки. В сентябре 2015 года EA Sports назвала её десятой среди лучших футболисток этой игры.
После победы Соединённых Штатов на чемпионате мира 2015 года Сауэрбранн и её товарищи по команде стали первой женской спортивной командой, удостоенной чести провести Парад лент в Нью-Йорке. Каждый игрок получил ключ от города от мэра Билла де Блазио. В октябре того же года команда посетила Белый дом во время приёма у президента Барака Обамы.